# Peter Mergener

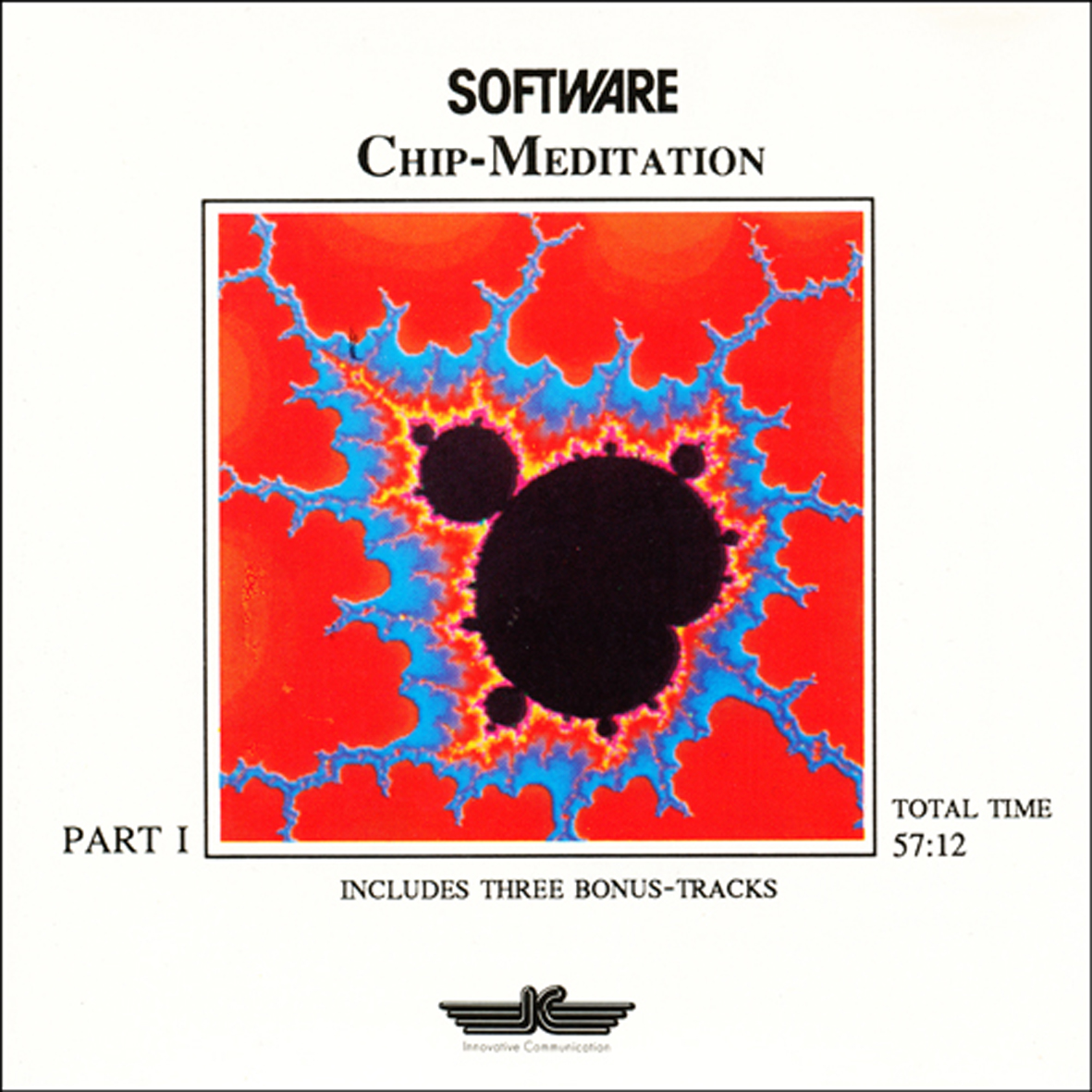
Plattencover zu SOFTWARE-Music (Mergener&Weisser) erschienen auf dem Label Innovative Communication LP 1984, CD 1985. Die Computergrafik von MAPART (H.O.Peitgen u. a.) zeigt das weltweit erste farbige Mandelbrot-Fraktal

Peter Mergener (* 28. November 1951 in Birkenfeld) ist ein Künstler, der elektronische Musik komponiert.

## Künstlerische Tätigkeit
Lange Zeit arbeitete er mit Michael Weisser zusammen, mit dem er insgesamt 14 Alben auf dem vom Elektroniksolisten Klaus Schulze gegründeten Label IC/Innovative Communication veröffentlichte, zuerst unter dem Namen Mergener & Weisser, dann unter dem Namen Software.
Die Musikformation Software setzt sich konzeptionell mit dem aufkommenden Thema „Computerkultur“ auseinander. Software-Cover und das Artwork aller Tonträger (LP, MC, CD) zeigen Grafiken von Computerkünstlern wie MAPART (Heinz-Otto Peitgen), Herbert W. Franke, Jürgen Brickmann, Able Image Research, Yoichiro Kawaguchi, Nelson L. Max, David Sherwin, Andy Kopra, Mental Images.
Nach Auflösung des im Bereich der elektronischen Musik bekannten Duos gingen beide eigene Wege. Peter Mergener spielt und komponiert weiterhin elektronische Musik, wobei er gerne Lichtinstallationen mit eigenen Klanginstallationen kombiniert. Unter anderem ist er so auch für die „Mystische Nacht“ beim römischen Festival Brot & Spiele in Trier verantwortlich, zu der die beiden „Nox Mystica“-Alben aufgenommen wurden.
Er hat einen sehr eigenen Stil in der Elektronischen Musik, dieser hat sich über die Jahre immer weiter entwickelt. Seine Stärken sind sphärische Intros, die oft in rhythmische, sehr sequenzer-orientierte Passagen übergehen und ab und an sakrale Momente erreichen (in den Werken ab den 1990er Jahren).
Als große musikalische Einflüsse auf sein Schaffen nennt Mergener Tangerine Dream, Klaus Schulze und Pink Floyd. Heute lebt und arbeitet Mergener im rheinland-pfälzischen Heidenburg.

## Diskographie
Dies ist eine Liste der Solo-Alben von Peter Mergener, für die Alben, die Mergener und Weisser zusammen aufnahmen, siehe die Diskographie bei Software (Band)
- Creatures (1991) Cue Records
- Passage in Time (1991) Cue Records
- Take Off (1992) Cue Records
- Livedates (1993) Cue Records
- Creatures II – Let there be more light (1994) Cue Records
- P.C.M. Rhythm and Bytes (1995) Cue Records
- Applaus für die Schöpfung (1995) Cue Records
- Best of Mergener (1996) Cue Records
- Instinctive Traveller (1997) Cue Records
- Noises in the Sky (1998) Cue Records
- African Smile (1999) Prudence
- Wet Places (2001) Prudence
- Cruisin’ (2002) Prudence
- Nox Mystica (2003) Prudence
- Lounge Control (2004) Prudence
- Nox Mystica Live (2005)
- Vitam aut Mortem (2008)
- Phonetic Society (2011)
- Robotic Instinct (2016)
- Astronaut (2019)
- New Horizons (2023) Spheric Music

## Offizielle Sammlung der Musikalben von Software
- ZKM | Zentrum für Kunst und Medien (Archiv ComputerKultur Sammlung Weisser)
- Kunsthalle Bremen (Archiv ComputerKultur Sammlung Weisser)